# Kluizenarij Onze Lieve Vrouwe van de Besloten Tuin

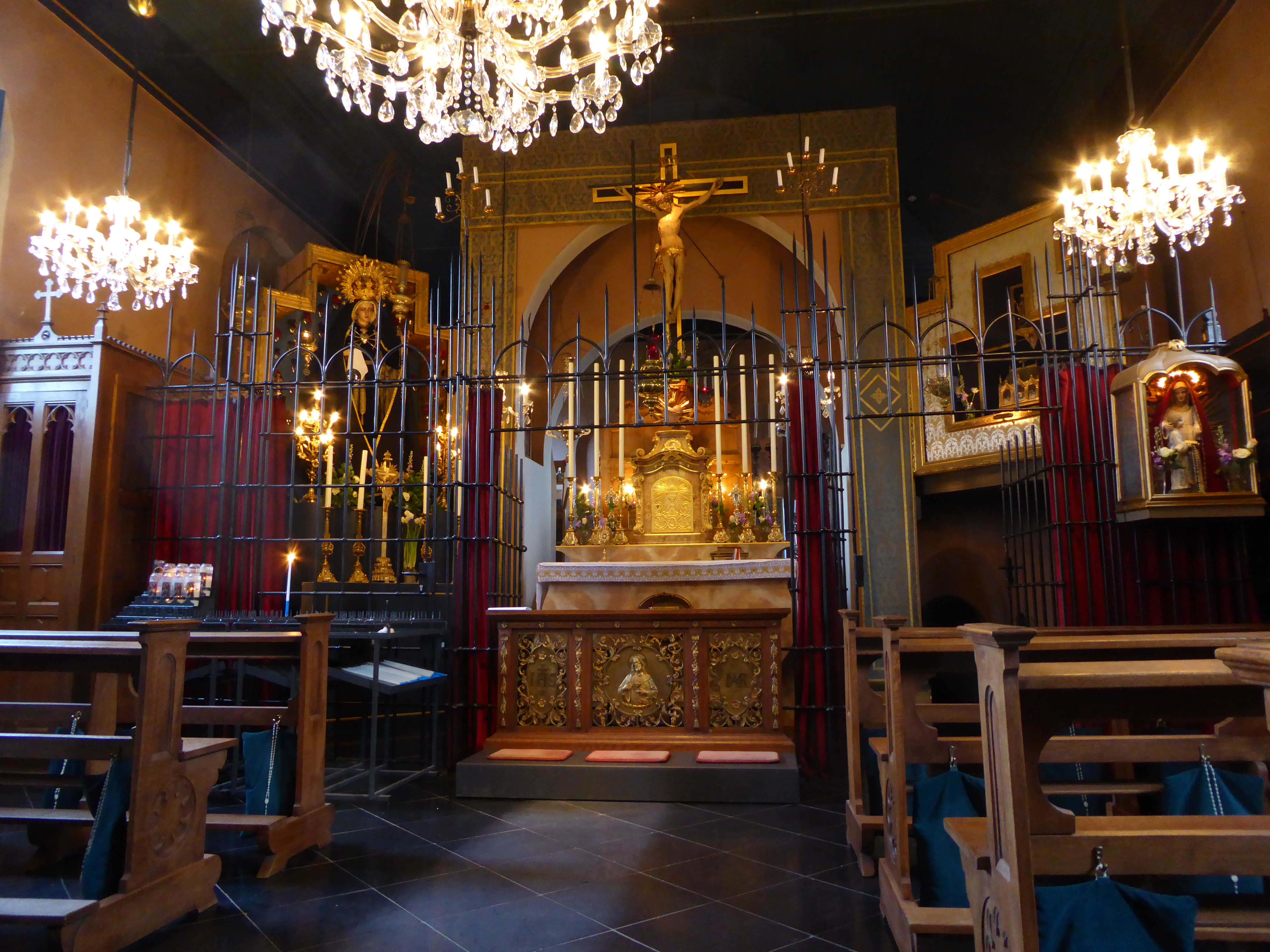
Clausuurhek in de Warfhuister kluiskerk. Links het genadebeeld, rechts het schrijn van Antonius Abt

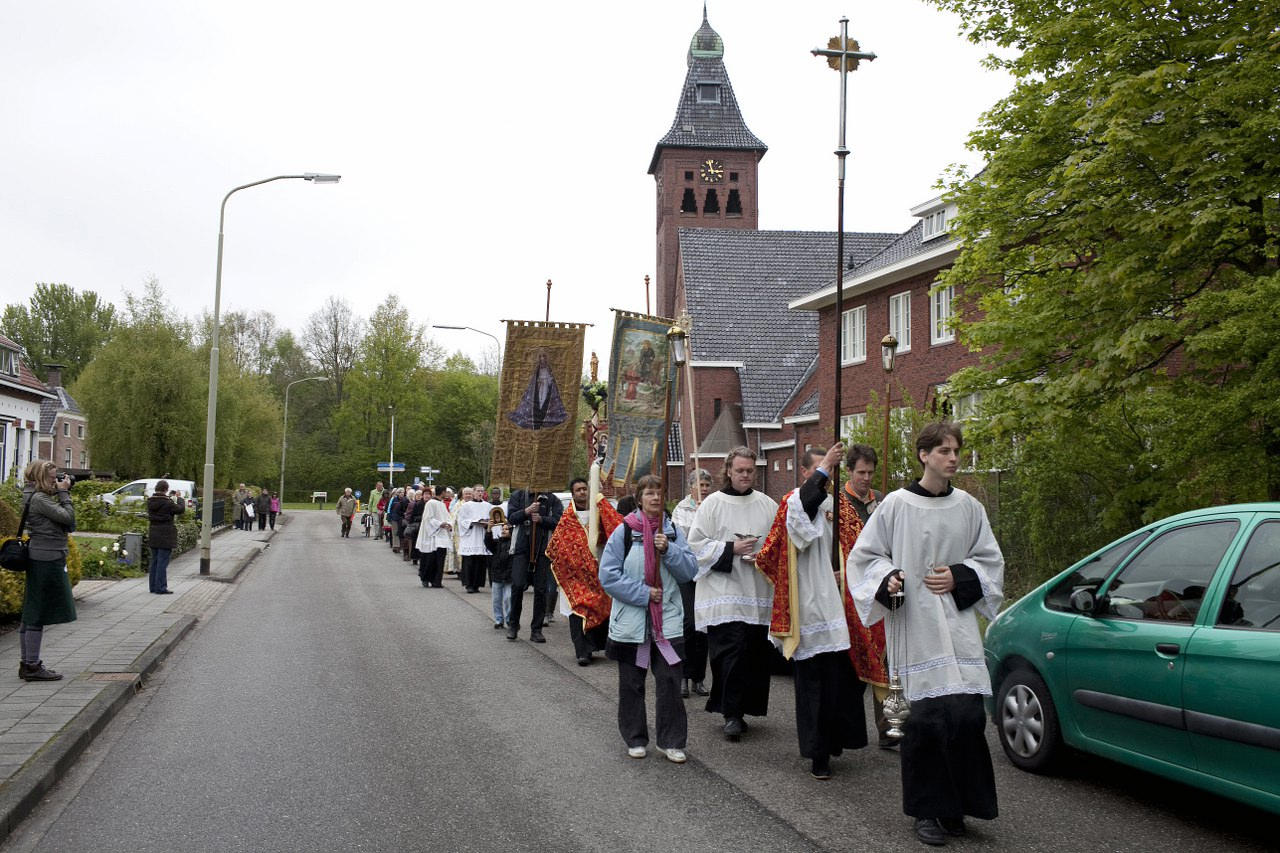
Het opstellen van een processie van Wehe-den Hoorn naar Onze Lieve Vrouwe van Warfhuizen

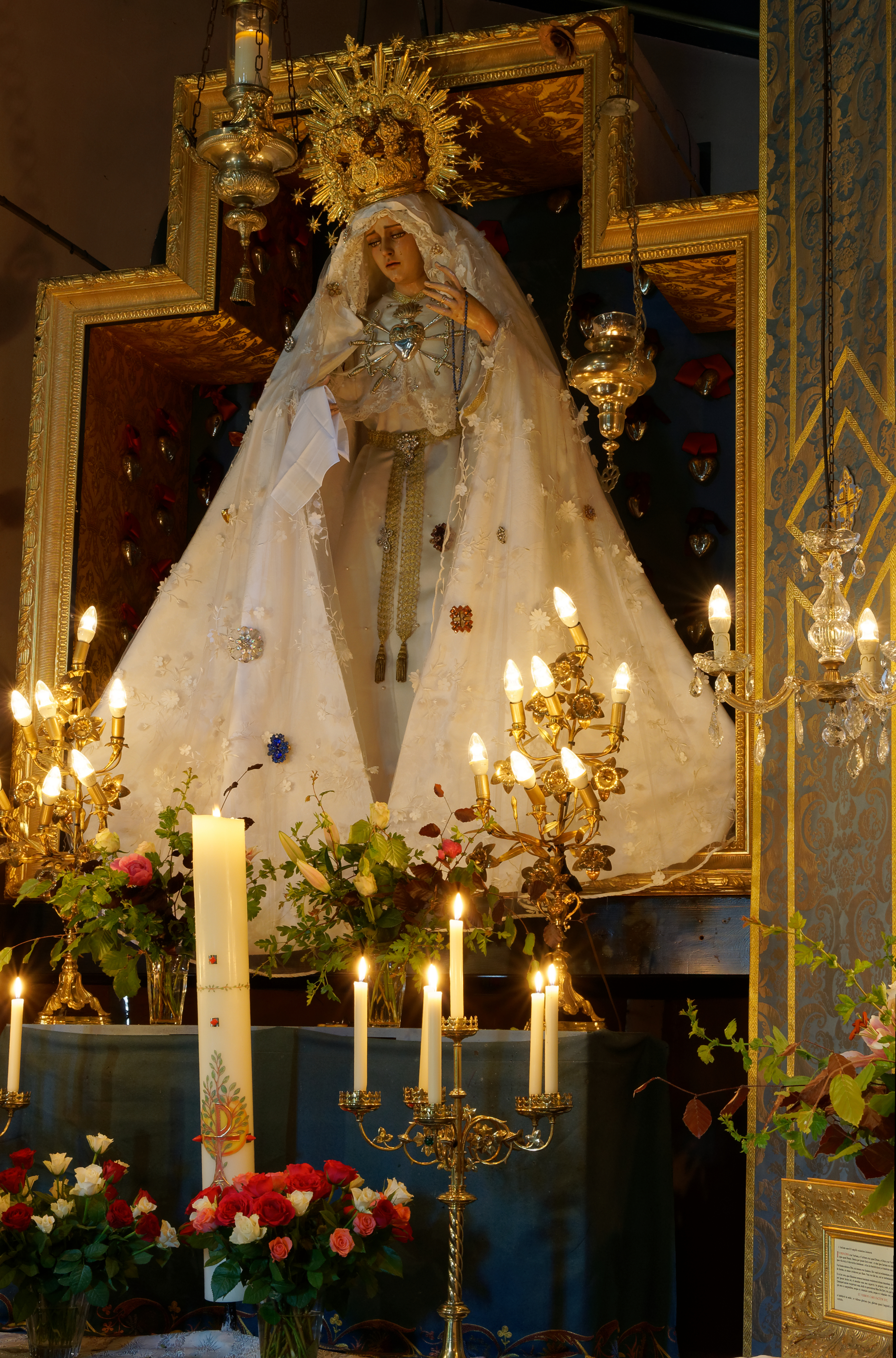
De 'Bedroefde Moeder van Warfhuizen'

De rooms-katholieke Kluis van Onze Lieve Vrouwe van de Besloten Tuin in Warfhuizen is een Nederlandse kluizenarij. De kluis is in 2001 gesticht in de voormalige hervormde kerk van Warfhuizen in de provincie Groningen. Na de komst van de 'Bedroefde Moeder van Warfhuizen' is de kapel van de kluis Nederlands noordelijkste Mariabedevaartplaats geworden.

## Geschiedenis
De bedevaartkluis in Warfhuizen bouwt voort op de traditie van de Limburgse en Brabantse kluizenaars die ontstond in de tijd van de contrareformatie. De laatste broeder van die traditie is in 1930 gestorven in de Kluis op de Schaelsberg. In tegenstelling tot de meeste kluizen in het buitenland hadden deze kluizen een openbare kapel die vaak een rol speelde in de plaatselijke volksdevotie.
Na een geleidelijke neergang sinds de jaren tachtig van de 19e eeuw begon het aantal rooms-katholieke kluizenaars in Europa sinds het einde van de 20e eeuw weer te stijgen. Nederland bleef in eerste instantie bij die ontwikkeling nog wat achter. Wel zijn er altijd leden van kloosterorden geweest die als heremiet leefden, maar de 'kluizenaars zonder meer' waren na 1930 uitgestorven. De oude kluizen stonden leeg en verdwenen grotendeels. Dit was sommige gelovigen een doorn in het oog. In 2001 kon de leegstaande kerk van het Hogelandster dorp Warfhuizen door katholieken worden verworven, en in de travee tegen de toren werd een eenvoudige kluizenaarswoning gerealiseerd, die sindsdien ook door een heremiet (pater Hugo) bewoond wordt. De rest van het gebouw doet dienst als kluiskapel. De heremiet valt onder het bisdom Groningen-Leeuwarden en heeft zijn eeuwige geloften afgelegd in de handen van de bisschop van dat diocees (op 18 november 2012).
Sinds het Tweede Vaticaans Concilie het kluizenaarsideaal heeft willen doen heropleven is er in de jaren daarna nieuwe (summiere) regelgeving gekomen. In het kerkelijk wetboek, (de Codex Iuris Canonici, can. 603) wordt voor kluizenaars een striktere vorm van afzondering verlangd dan vroeger in Nederland gebruikelijk was. Zodoende is er in Warfhuizen een afgesloten gebied (clausuur) waarbinnen de kluizenaar werkt en bidt. In de kerk is dit zichtbaar door het grote clausuurhek dat het priesterkoor van het schip scheidt.
Sinds 2014 hoort de kluis bij het Beierse heremietenverband van Frauenbründl.

## Officie en gebruiken
Zoals in de contemplatieve kloosters wordt in Warfhuizen het officie onderhouden. De kluizenaar zingt de acht (meest korte) psalmofficies van Benedictus op fluistertoon in het Latijn.
Het Warfhuister officie wijkt zodoende duidelijk af van dat van de oude Nederlandse kluizenaars, die meestal een aangepaste variant gebruikten of - als ze ongeletterd waren - een vastgesteld aantal onze vaders en wees gegroeten baden. Toch blijft de invloed van de Limburgse traditie op de sfeer in de kluis duidelijk merkbaar aan verschillende toevoegingen uit de volksdevotie, zoals het hardop gebeden rozenkransgebed en verschillende litanieën die op verschillende tijden van de dag worden gezongen. Ook de inrichting van de kerk verraadt het voortborduren op 17e-eeuwse voorbeelden door barokke elementen. De verering van de heilige heremieten Gerlachus van Houthem en Antonius Abt, van wie er relieken aanwezig zijn in een reliekschrijn in het retabel van het rechter zijaltaar, neemt in de kluis een bijzondere plaats in.
Naast de oude zuidelijke kluizenaarstraditie zijn er in de liturgie nog enkele andere invloeden merkbaar. Het feit dat er enkele vrijwilligers Russisch-orthodox zijn, heeft ertoe geleid dat 's avonds na de Completen het Jezusgebed wordt gezongen (in het Grieks). Verder is vooral in het gebruikte dialect van het gregoriaans de invloed van de kartuizertraditie merkbaar.

### Eucharistie
Sinds de priesterwijding van de kluizenaar op 6 september 2015 wordt in de kapel dagelijks de eucharistie gevierd in het Latijn volgens het traditionele missaal.

## Warfhuizen als Mariabedevaartplaats
De meeste bezoekers van de kerk komen om Maria te vereren. Dit is begonnen nadat in 2003 een levensgroot Spaans processiebeeld, dat de 'Bedroefde Moeder van Warfhuizen' genoemd zou gaan worden, in de kapel was geplaatst. Het beeld had een dusdanig grote aantrekkingskracht op gelovigen uit binnen- en buitenland dat de kapel een bedevaartsoord werd.